# Lassi Nikkarinen
Lassi Paaro Verner Nikkarinen (Helsinki, 11 marzo 1997) è un cestista finlandese.

## Palmarès
- Campionato finlandese: 1

Helsinki Seagulls: 2022-2023
- Coppa di Finlandia: 2

Helsinki Seagulls: 2022, 2024